# St. Ottilia (Oberbessenbach)

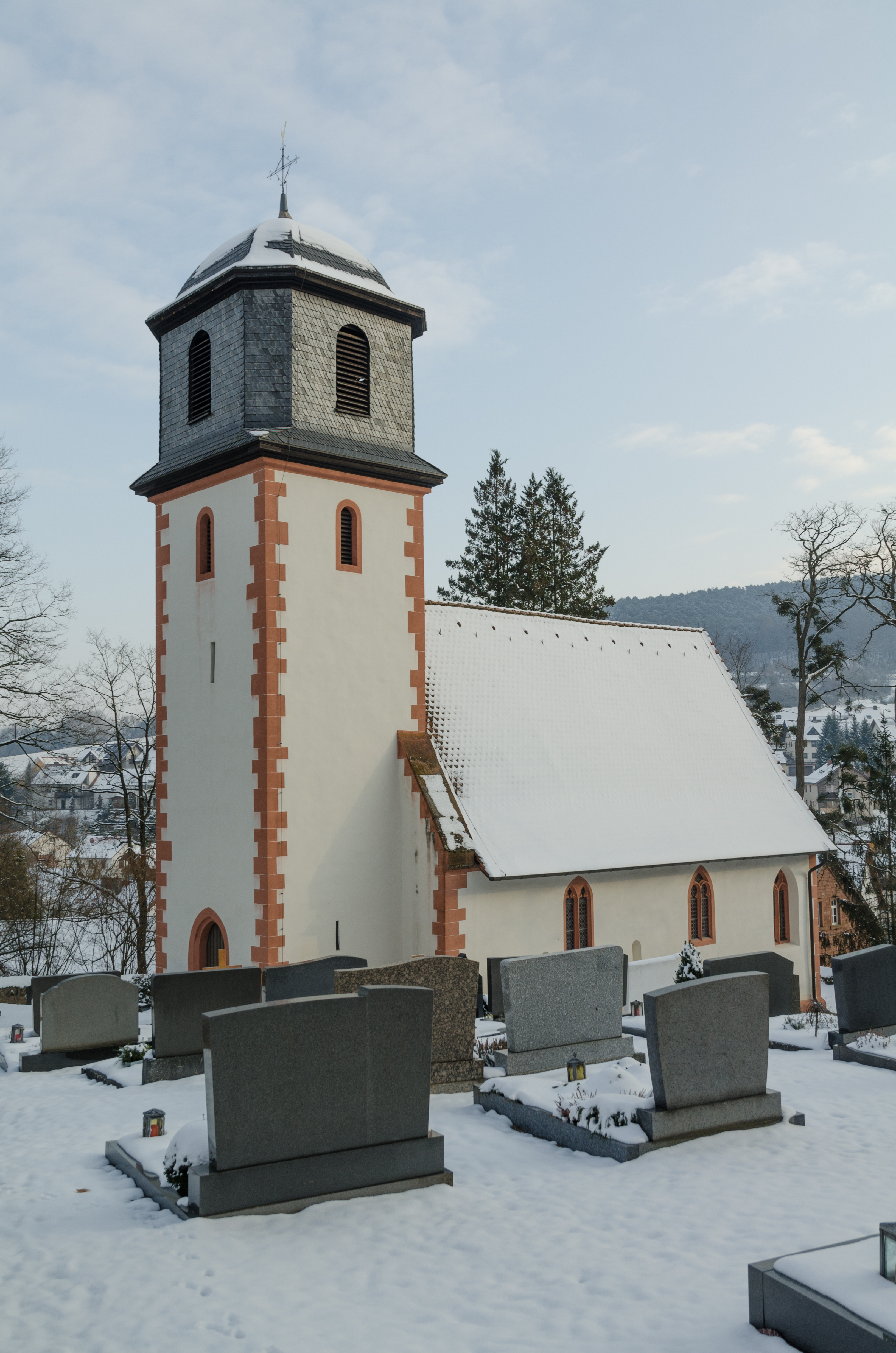
St. Ottilia in Oberbessenbach

Die römisch-katholische, denkmalgeschützte alte Pfarrkirche St. Ottilia steht in Oberbessenbach, einem Gemeindeteil der Gemeinde Bessenbach im Landkreis Aschaffenburg (Unterfranken, Bayern). Das Bauwerk ist unter der Denkmalnummer D-6-71-112-29 als Baudenkmal in der Bayerischen Denkmalliste eingetragen. Die Kirche gehört zur Pfarrei St. Stephanus in der Pfarreiengemeinschaft Bessenbach (Keilberg) im Dekanat Aschaffenburg-Ost des Bistums Würzburg.

## Beschreibung
Das Langhaus der Saalkirche stammt im Kern aus dem 13. Jahrhundert. Der dreiseitig geschlossene Chor im Osten und der Kirchturm im Westen wurden im 15. Jahrhundert angefügt. Im 18. Jahrhundert wurde der Kirchturm aufgestockt, um den Glockenstuhl unterzubringen, und mit einer Glockenhaube bedeckt. Im Innenraum des Langhauses befindet sich ein Sakramentshaus aus der 2. Hälfte des 13. Jahrhunderts. 1732 entstand ein an die Wand gemalter barocker Hochaltar. Im späten Mittelalter war der zur Kirche gehörende Brunnen Wallfahrtsort für Pilger aus der Umgebung.